# Burhan G
Burhan G, född 20 januari 1983, är en R&B-sångare från Danmark med turkisk bakgrund.
Burhan G har samarbetat med bandet Outlandish från Danmark under ett tillfälle. Han har blivit mest känd för sin självbetitlade låt "Burhan G" som låg 1:a på MTV Nordic Up North Chart i över fyra veckor.
G är också ganska känd för låten "Jeg Vil Ha Dig For Mig Selv", där all musik och bakgrundssång i låten är taget från låten "Girl You Know It's True av gruppen Milli Vanilli, som kom ut och blev en världshit 1989.

## Diskografi

### Album
- 2004: Playground
- 2007: Breakout
- 2010: Burhan G
- 2013: Din for evigt